# August von Rode
August Rode, seit 1803 August von Rode (* 22. Dezember 1751 in Dessau; † 16. Juni 1837 ebenda) war ein deutscher Schriftsteller, Beamter und Politiker.

## Leben
August Rode war zehntes und letztes Kind von Sophie Eleonore Rode und des Hof- und Amtsrats Johann August Rode. Er war Halbbruder des Offiziers und Militärschriftstellers Georg Heinrich von Berenhorst (1733–1814). Nach der Schulzeit in Dessau studierte er 1768–1771 in Halle und Leipzig Jura, Latein, Mathematik, Physik, Geschichte und Französisch. 1771 wurde er Hoflehrer des Grafen Franz von Waldersee, eines illegitimen Sohnes des Fürsten Leopold III. Friedrich Franz von Anhalt-Dessau. Nach der Gründung des Philanthropinums in Dessau 1774 wurde er dort Mitarbeiter Johann Bernhard Basedows.
1787 wurde Rode von Leopold III. zum Hofrat ernannt und mit der Führung seiner Privatkorrespondenz und des Kabinett-Protokolls betraut. Im selben Jahr heiratete er Friederike Luise von Hille. Das Paar bekam 8 Kinder: Amalie, August, Fritz, Theodor, Robert, Richard, Rudolf und einen weiteren im Kindesalter verstorbenen Sohn. Rode begleitete den Fürsten auf den meisten seiner Reisen ins In- und Ausland. 1795 erhielt er den Titel Kabinettsrat. 1803 erhob ihn Friedrich Wilhelm III. von Preußen auf Bitten Leopolds III. in den Adelsstand. 1807 wurde er zum Geheimen Rat, 1810 zum Wirklichen Geheimen Rat ernannt. 1813 wurde Rode von Leopold III. in Unehren entlassen, nach dessen Tod 1817 aber rehabilitiert und von Herzog Leopold IV. Friedrich von Anhalt-Dessau mit der Zusammenführung verschiedener herzoglicher Büchersammlungen zu einer öffentlichen Bibliothek und deren Oberaufsicht betraut.

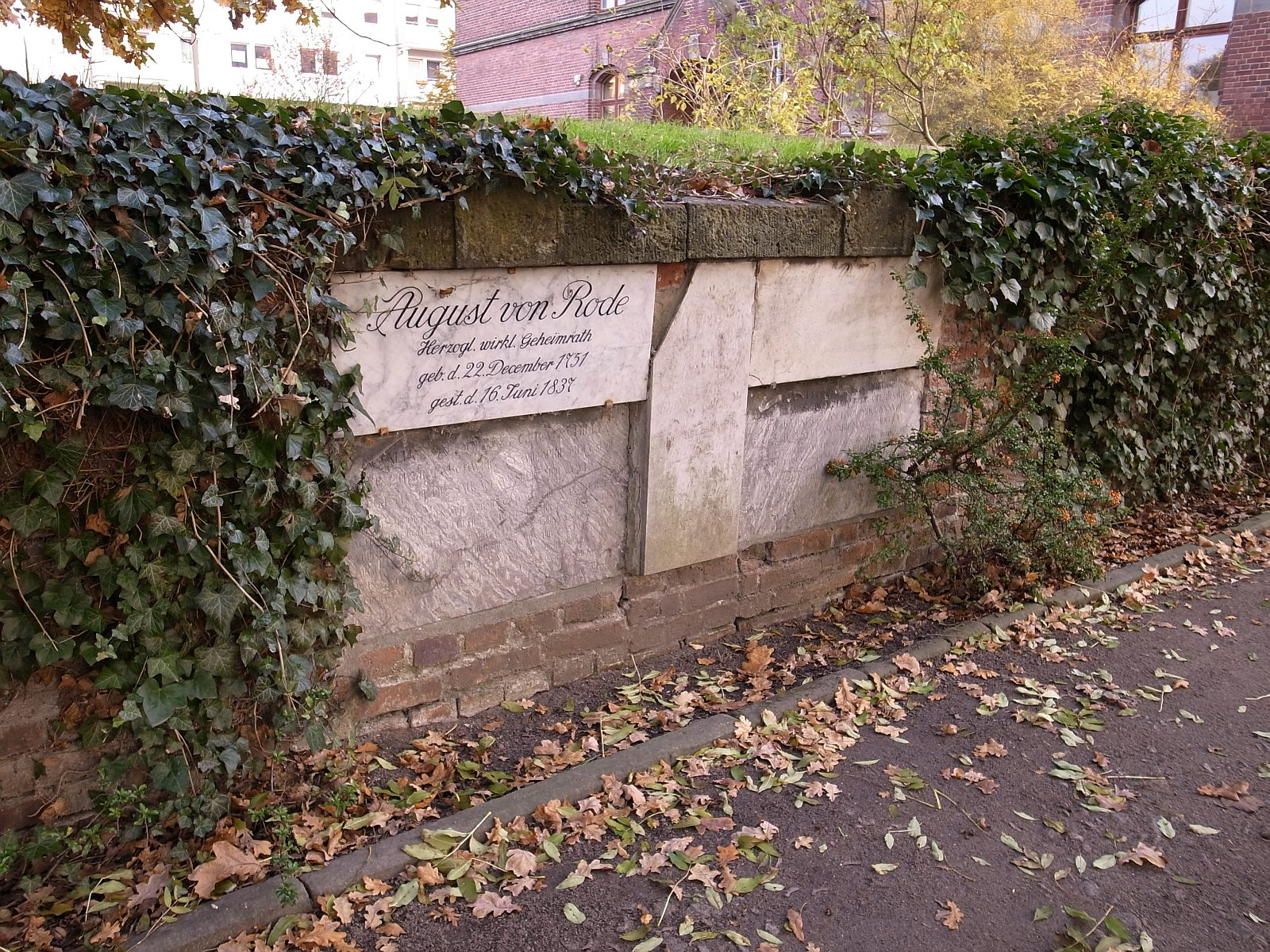
Ruhestätte auf dem neuen Begräbnisplatz in Dessau

## Wirken als anhaltischer Beamter und Politiker
Während der Napoleonischen Kriege diente Rode Leopold III. mehrmals als Gesandter. So wurde er nach der Schlacht bei Jena und Auerstedt den vorrückenden französischen Truppen entgegengeschickt, um die Neutralität Anhalt-Dessaus geltend zu machen. Auch begleitete er seinen Fürsten auf dessen Reise zu Napoleon nach Paris 1807. Rode trug wesentlich dazu bei, dass Anhalt-Dessau selbständig blieb und von den Auswirkungen des Krieges vergleichsweise wenig getroffen wurde.

## Wirken als Schriftsteller und Übersetzer
Seine ersten Schriften entstanden während seiner Tätigkeit als Hoflehrer und am Philanthropinum und verfolgten eine pädagogische Zielrichtung.
Größte Bedeutung erlangte Rode als Übersetzer altrömischer Schriftsteller. Nachdem seine Übersetzung der „Psyche“ des Apuleius sehr gute Resonanz gefunden hatte, übertrug er den ganzen „Goldenen Esel“ dieses Schriftstellers sowie die „Metamorphosen“ des Ovid ins Deutsche. Er zeichnete sich dabei nicht nur durch seine sprachliche Eleganz, sondern auch durch seine philologische Gründlichkeit aus. Seine Ausgabe der „Zehn Bücher über Architektur“ des Vitruv blieb bis zur Neuübersetzung durch Curt Fensterbusch 1964 die maßgebliche deutsche Ausgabe und ist auch heute noch im Druck.
Seine Beschreibungen der anhaltischen Schlösser und Parks in Wörlitz und Dessau sind nicht nur auch heute noch gern benutzte Reiseführer, sondern auch eine wichtige Quelle für das Verständnis, die Erhaltung und Restaurierung des Dessau-Wörlitzer Gartenreichs. Auch sie sind noch als Nachdruck erhältlich.

## Nachlass
Der schriftliche Nachlass der Familien Rode und Bott befindet sich in der Abteilung Dessau des Landesarchivs Sachsen-Anhalt.

## Werke
- Briefwechsel einiger Kinder. Dessau (1776) 2. erweiterte Aufl. Hanau (1778).
- Kinderschauspiele. Dessau (1776), Leipzig (1777).
- Der goldene Esel, aus dem Lateinischen des Apuleius von Madaura. Dessau (1783), Neuauflagen 1783, 1790, 1906, 1909, 1920, 1922, 1923, 1944, 1947, 1956, 1958, 1960, 1961, 1963, 1966, 1978, 1985, 1988, 1994, 2004.
- Historische und geographische Artikel die Staaten des Hauses Brandenburg betreffend, aus der neuen Parisischen Encyclopedie gezogen und ins Deutsche übersetzt. Berlin (1787):
- Beschreibung des Fürstl. Anhalt-Dessauischen Landhauses und Englischen Gartens zu Wörlitz. Dessau (1788), erweiterte Neuauflagen 1798 und 1814, bearbeitete Neuauflage 1928, Nachdrucke 1987, 1989, und laufend.
- Des Publius Ovidius Naso Verwandlungen, übersetzt und mit Anmerkungen versehen. Berlin (1791), Neuauflagen 1794, 1816.
- Des Marcus Vitruvius Pollio Baukunst, aus der römischen Urschrift übersetzt. Leipzig (1796). Nachdrucke 1987, 1995, 2001.
- Wegweiser durch die Sehenswürdigkeiten in und um Dessau. Dessau (1795–1798), Neuauflage 1814, Auszüge nachgedruckt 2004.
- Anfangsgründe der feinen Lebensart und Weltkenntniß, zum Unterricht für die Jugend beiderlei Geschlechts auch zur Beherzigung für Erwachsene. von Dr. John Trusler. Aus dem Englischen übersetzt von Karl Philipp Moritz. Zweite Auflage umgearbeitet, auch mit Zusätzen und einer Nachlese aus Chesterfield und anderen, ingleichen hin und wieder mit einigen Abänderungen versehen durch August Rode. Berlin bei August Mylius 1799, 230 S.
- Leben des Herrn Friedrich Wilhelm von Erdmannsdorff. Dessau (1801) Nachdruck 1994.
- Markus Akenside's Vergnügungen der Einbildungskraft. Ein Gedicht in drei Gesängen, aus dem Englischen in der Versart des Originals übersetzt. Berlin (1814).
- Das Gothische Haus zu Wörlitz, nebst anderen Ergänzungen der Beschreibung des Herzoglichen Landhauses und Gartens zu Wörlitz. Dessau (1818).